# Rite d'adoption
Le Rite d'adoption est un rite maçonnique apparu en France au XVIIIe siècle. Pratiqué  par les loges féminines sous tutelle de loge masculine et dites « loges d'adoption », il existe exclusivement au sein de la « maçonnerie d'adoption » ou « maçonnerie des dames » qui connut un développement en France notamment et en Europe aux XVIIIe et XIXe siècles. 

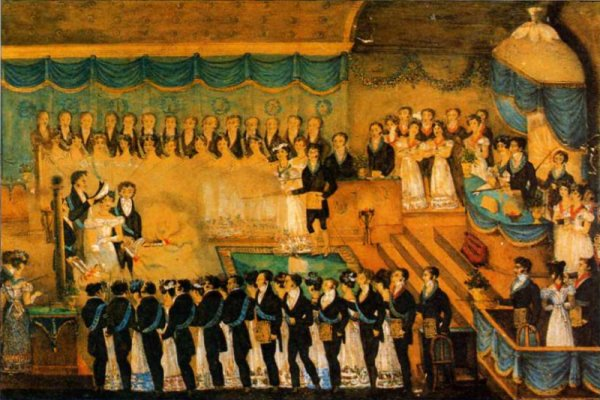
Réception d'une jeune femme dans une loge d'adoption du Premier Empire (France).

## Histoire
La maçonnerie d'adoption ou maçonnerie des dames qui apparaît en France au début du XVIIIe siècle est le nom donné à la pratique mixte ou féminine de la franc-maçonnerie. Sous tutelle d'obédiences masculines, l'Adoption se pratique au sein de loge et d'un rite éponyme.

## Les rituels d'adoption
Les rituels d'adoption du XVIIIe siècle ne sont pas des objets de divertissement ou de parodies maçonniques, mais s'inscrivent à part entière dans la construction de la franc-maçonnerie dès ses débuts dans les années 1740. Ils élaborent des thèmes et des problématiques complexes à l'image des « Écossismes » naissant. Les rituels d'adoption développent de fortes similitudes avec des ordres comme l'Ordre royal d’Écosse dans lequel ils puisent une partie de sa tradition historique et initiatique. 

### Évolution et organisation
Le plus ancien rituel officiellement cacheté date de l’année 1761. Celui-ci est intitulé « Maçonnerie des Dames » ou « La maçonnerie d'adoption, par le Prince de Clermont, grand maître des Orients de France, décliné en quatre grades. » Les manuscrits des rituels du Marquis de Gages dont la loge est à Mons aux Pays-Bas Autrichiens sont datés de 1767.  
Les rituels pratiqués par la « maçonnerie des dames » aussi appelée « maçonnerie des femmes » peuvent être classés en grandes familles :  
- Simples : « Clermont », « Grand Orient » et « Troisième Tradition »,
- Mixtes : « Grand Orient et Clermont » et « Grand Orient et Troisième Tradition ».

### Thématiques et symboles
Les rituels se distinguent de la franc-maçonnerie masculine car ses rituels ne sont basés sur la construction du temple mais sur d'autres thèmes : 
- Tour de Babel au premier degré;
- Jardin d'Éden au second degré;
- Déluge au troisième degré[2].

Ces thématiques se réfèrent explicitement aux premiers chapitres du Livre de la Genèse. La présence de récits bibliques dans le Rite d'adoption est rapportée, entre autres, par l'étude de tabliers féminins en peau peinte datant de l’époque napoléonienne. Ainsi, les symboles les plus connus de la maçonnerie d’adoption sont : l'Arbre de la connaissance, l'Arche de Noé et l'Échelle de Jacob.
Si les rituels diffèrent de ceux pratiqués par les hommes, les franc-maçonnes d'adoption portent, comme eux, le tablier et les gants.

### Pratique des «hauts grades maçonniques»
Au trois degrés symboliques furent ajoutés divers systèmes spécifiques de hauts grades maçonniques, dont il n'est toutefois pas certain qu'ils aient jamais existé ailleurs que sur le papier de leurs rituels. Parmi les thématiques des hauts grades, celui de la Reine de Saba, sous le nom de  « Princesse de la couronne » était le sommet d'une échelle en dix grades attestée à la fin du XVIIIe siècle.